# Jolis
Jolis és una masia de Sant Vicenç de Torelló (Osona) inclosa a l'Inventari del Patrimoni Arquitectònic de Catalunya.

## Descripció
Edifici civil. Masia de planta rectangular coberta a dues vessants amb el carener paral·lel a la façana, orientada a migdia. El portal és rectangular i té una biga de roure per llinda. A la part dreta sobresurt un cos rectangular adossat a la casa que ubica un cos de galeries d'arc rebaixat obertes a nivell de primer pis. A la part esquerra s'hi adossa un cos més baix cobert també a dues vessants i consta només de planta baixa i primer pis, mentre que la resta de l'edificació té planta baixa i dos pisos. És construïda amb pedra, tàpia i arrebossat al damunt llevat dels elements de ressalt, que són de pedra vista. L'estat de conservació és bo. A pocs metres del mas hi ha una urbanització coneguda pel JOLIS.

## Història
Segons els documents consultats per Fortià Solà, la casa Cabrera tenia com a mas alodial el JOLI i els llocs coneguts per d'ALBANELLA i COMELLA, en el mateix indret.
Antoni Jolis (segle xvi), fill del mas, fou un important llatinista i escriptor. Mossèn Gudiol el dita dient que vers el 1589 era catedràtic de llengua llatina. A. Jolis recollí una interessant història de Torelló que es va perdre. Només se'n té constància segons l'historiador citat en l'obra de Mellado, la España Biográfica.
Cal assenyalar que el mas està registrat al fogatge de 1553 de la parròquia i terme de Sant Vicenç de Torelló. Aleshores habitava el mas FELIU JOLI.